# 江良规
江良规（1914年—1967年7月8日），中国体育教育家、奥运先驱人物。中国现代体育的主要奠基人之一，第一个体育博士，也是台湾现代体育教育主要奠基人。

## 生平
祖籍浙江奉化县，出自前江江氏，与江良通同族同辈。生于浙江鄞县鄞江镇，父亲江宗宪为当地名医，精通英语。早年赴浙江定海县求学，后又入杭州蕙兰中学，高中毕业于上海教会昌世中学。1927年，考入江苏省立上海吴淞水产学校，今为上海水产大学。1930年，因成绩优异，报送入国立中央大学农学院。曾为领队代表中大赴上海参加江南八大学运动会，获得越野赛冠军。
1934年毕业于中大体育系。后任上海东亚体育专科学校教务主任，并训练上海女子篮球队。1935年10月，任中华人民共和国全国运动会篮球赛裁判。同届运动会上，其指导带领的的上海女篮获得冠军。
1936年，赴德国（当时为德意志第三帝国）进修，入帝国国立柏林体育研究院研习。1936年6月，毕业获得帝国体育教师合格证书。旋赴莱比锡大学继续深造，1939年以年仅25岁获得莱比锡大学哲学博士学位，是中国体育史上第一人。
江获得博士后，曾获美国爱荷华州立大学聘请邀其赴美教授，江婉拒之，立志报国。时中国陷于日军侵华战争，国难当头，东南沿海都被占领封锁。1939年10月，江于中国西南边境入境，抵达云南昆明。先应湖南国立蓝田师范学院之邀，于1939年11月出任副教授，后任教授。
1943年，应中大之邀，赴陪都重庆出任中大教授兼总务长（当时因抗日战争重庆为中国陪都，中大西迁至重庆）。1944年，兼任中大体育系主任及体育专修科主任。后又当选中大教授会主席。1945年，兼任国立江津体育专科学校校长。
1945年，抗日战争胜利，中大复员动迁回南京，江担任中大复员委员会副主任兼交通组主任，驻重庆协调复员。

## 台湾
1949年4月30日，江抵达台湾台北市，出任台湾省立师范学院（今为国立台湾师范大学）教授、体育系主任。发起设立设立体育研究所和体育专科学校。训练台湾篮球队、大学篮球队和台湾篮球教练。并在台湾举办篮球国际裁判考试，使台湾篮球与国际接轨。并参与设计与兴建万人篮球场，在台湾普及篮球运动。诸多贡献实为“台湾现代篮球之父”，其创办的体育专科学校（如：台中体育学院）包括现今之國立臺灣體育運動大學。
生前还促成台北市立体育场的建成。创办现代台湾青年体育奖章制度。举办暑期青年体育夏令营，首倡台湾体育教师讲习会。并亲自建议设计台湾初中入学考试加考体能测验。对台湾现代体育发展贡献卓著。1958年2月1日，與張繼高创立台湾历史上第一家音乐经纪机构远东音乐社。
1951年，出任正中书局董事会秘书兼任总经理。1953年，任中華民國體育協進會总干事。1967年7月8日，因心脏病猝发病逝台北。

## 奥运与亚运
江是中国奥运早期代表人物之一：
- 1936年，德国柏林第11届夏季奥运会，江任中国队助理教练[3]
- 1948年，英国伦敦第14届夏季奥运会，江任中国篮球队领队[3]
- 1956年，澳大利亚墨尔本第16届夏季奥运会，江任总干事
- 1964年，日本东京第18届夏季奥运会，江任副团长

江也是中国亚运会早期代表人物：
- 1954年，任第二届亚运会代表团总干事
- 1958年，任第三届亚运会代表团总干事

## 家庭
- 妻周崇淑，留德音乐博士，前中大音乐系主任，马孝骏同事兼好友，卢雅文的教授，台湾钢琴教育家。江逝世后随子女移居美国马里兰州[6]
- 妹江良谦，英文教师[7]，2010年因寻62年前恋人而在中国大陆媒体引起轰动[8][9]。

## 纪念
- 1967年：英屬香港《华侨日报》江良规博士纪念特刊
- 1967年：台湾师范大学《江良规博士纪念集》

## 著作
专著：
- 商务印书馆1945年11月出版发行《体育原理》，是中国现代体育教育奠基之作，之后又《新体育原理》面世
- 《女子游泳训练法》，中国女子游泳训练奠基之作
- 《田径训练图解》
- 《体育场》，中国运动场设计建造奠基之作
- 《德意志体育概况》，当时研究德国体育特别是第三帝国体育的唯一中文专著
- 《足球裁判法》，首次中文全面介绍西方足球制度
- 《篮球》、《篮球指引》
- 《体育行政》，体育管理学的中文奠基之作

译著：
- 《劳工康乐活动》
- 《运动生理学》
- 《体育学原理新论》